# 1936-os magyar nagydíj
Az első Formula–1 magyar nagydíjat 1936. június 21-én rendezték Budapesten, a Népligetben. A verseny része volt az 1936-os Grand Prix sorozatnak, de eredménye nem számított bele a bajnokságba. A második világháború kitörése, majd a kommunista időszak hosszú időre kivonta hazánkat az F1-es versenyekből, csak 50 évvel később, 1986. augusztus 10-én rendeztek Magyarországon ismét futamot a Hungaroringen.

## Az előkészületek
A rendezés jogát a Királyi Magyar Automobil Club (KMAC) kapta meg 1935 októberében az Automobil Clubok Nemzetközi Szövetségének (AIACR) párizsi ülésén. Eredetileg május elején szerepelt a versenynaptárban ez a futam, de végül a rendezők kérésére júniusban került sor rá. 1936 februárjában KMAC a verseny helyszínét a Népligetben jelölte ki. A tavaszi hónapokban megkezdődtek az útburkolat javítási munkái, hogy a pálya alkalmas legyen a verseny megrendezésére. A verseny rendezési költsége mintegy 140 000 pengőre rúgott.
Május 22-én volt az előzetes nevezések határideje. Már ekkor biztos volt az Auto Union, a Mercedes Benz és a Scuderia Alfa Romeo indulása 3-3 versenyzővel. Végül az eredetileg tervezett 15 helyett 16 versenyző indulását engedélyezték. A verseny előtti héten a célegyenesben az utat még jobb minőségű burkolattal látták el, hogy a verseny indításakor a kocsik ne rongálják meg a pályát.

## A versenypálya

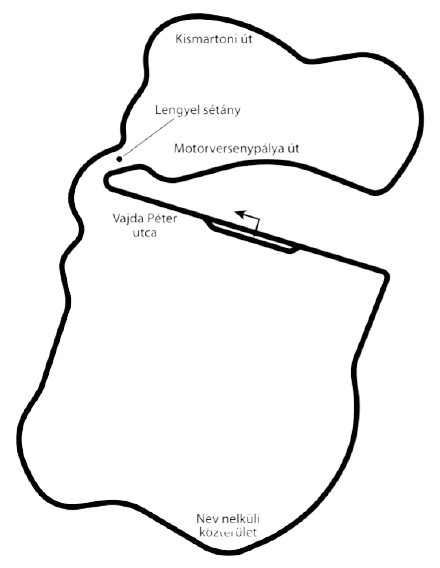
A pálya vonalvezetése

A pálya 5 km hosszú lett, 11-11 bal és jobbkanyarral rendelkezett. A kanyarok sugarai 12 és 450 méter között változtak. Az út szélessége 8 és 14,5 méter közötti volt. A közönség számára ülőhelyként tribünöket építettek illetve állóhelyeket jelöltek ki. A veszélyes területeket a közönség elől elzárták és homokzsákokkal biztosították. Egy számítás szerint a háromnapos verseny lebonyolításában 2500 ember működött közre. A célvonalnál időmérőtornyot építettek, melyben fotocellás berendezés századmásodpercnyi pontossággal mérte a versenyzők idejét. Itt helyezték el a sajtópáholyt, a postát és a versenyzők depóit. A pályán a honvédség 5 hidat emelt, 15 km kerítést húzott ki és 20 km telefonhálózatot épített ki, 33 állomással, valamint 6000 homokzsákkal növelte a pálya biztonságát.

## A verseny
A versenyzők június 17-én és 18-án érkeztek a fővárosba. 18-án az indulók pályabejáráson vettek részt, majd a KMAC fogadást adott a tiszteletükre.

### Az edzések
Pénteken, mintegy húszezer néző előtt kezdődtek meg az edzések. Ekkor a versenyzők még csak ismerkedtek a pályával, 110 km/h óra körüli átlagokat futottak.
A szombati edzésnap után a versenyzők részt vettek az egy évvel ezelőtt versenybalesetben elhunyt Rudolf Steinweg pasaréti emlékművének avatásán.

### Jegyeladás
Becslések szerint 90 000 ember nézte meg a versenyt, köztük maga a nagy autósport-rajongó Horthy Miklós kormányzó is. A jegyek elővételben 1.5 pengőbe, a helyszínen 2 pengőbe kerültek. Sokan a helyszínen a kor szokása szerint hivatalos jegyüzérektől szerezték a jegyüket, de hiába volt a nézőszám becslések szerint akár 90 000 is, a kinyomtatott 98 000 jegy nagy része a hivatalos jegyüzéreken maradt, összesen csak 30 000 jegyet tudtak elővételben vagy jegyüzéreken keresztül eladni 40 000 pengő értékben. A hatóságok hamisítás miatt nyomozást is indítottak az ügyben, de hamar kiderült, hogy a jegyek mind eredetiek voltak, noha a minőségük hagyott maguk után kívánnivalót. Vagyis a többi 60 000 néző jegy nélkül is részt tudott venni a rendezvényen, ami a rendezési költség ismeretében 100 000 pengős veszteséget vont maga után.

### Rajtsorrend
| 1. sor         | 2.                           | 1.                                    |
| -------------- | ---------------------------- | ------------------------------------- |
| versenyző autó | Stuck Auto Union 2:39.83     | Rosemeyer Auto Union 2:38.15          |
| 2. sor         | 2.                           | 1.                                    |
| versenyző autó | Nuvolari Alfa Romeo 2:40.08  | von Brauchitsch Mercedes-Benz 2:39.87 |
| 3. sor         | 2.                           | 1.                                    |
| versenyző autó | Varzi Auto Union 2:43.12     | Caracciola Mercedes-Benz 2:40.38      |
| 4. sor         | 2.                           | 1.                                    |
| versenyző autó | Chiron Mercedes-Benz 2:49.65 | Tadini Alfa Romeo 2:47.52             |
| 5. sor         | 2.                           | 1.                                    |
| versenyző autó | Hartmann Maserati 3:10.56 †  | Dobson Alfa Romeo 2:53.21             |
| 6. sor         | –                            | 1.                                    |
| versenyző autó | –                            | Martin Alfa Romeo 3:02.51 †           |

† Martin és Hartmann taktikai okból helyet cserélt.

### A futam
A vasárnap délelőtti versenyre több mint 100 000 néző gyűlt össze. A díszpáholyban foglalt helyet Horthy Miklós kormányzó, az induló nemzetek nagykövetei, Szendy Károly Budapest polgármestere és a magyar autósport vezetői.
A pályát záró autó 11:35-kor indult el, majd visszaérkezése után zászlójelre beindították a versenykocsikat és elindították az időmérőtorony óráját, melynek mutatója egy perc alatt körbeérve indította el a versenyt.
Az első kör után Rosemeyer vezetett Stuck és Caracciola előtt, majd Stuckot megelőzte Brauchitsch és Nuvolari is. A 9. körben az élboly lekörözte Hartmant. Az állás 10 kör (50 km) után ez volt:
1. Rosemeyer 27:30,37
2. Caracciola 27:31,57
3. Brauchitsch 27:38,71
4. Nuvolari 27:54,68
5. Stuck 28:15,67
6. Varzi 28:69.98
7. Chiron 28:56,54
8. Tadini 29:30,71
9. Martin 29:35,02
10. Dobson 29:42,12
11. Hartmann 34:33,30

A 11. körben Caracciola átvette a vezetést, amit Brauchitsch 13 forduló után vett vissza a célegyenesben.
Ezalatt a mezőny egyre jobban széthúzódott. A lekörözés sorsára jutott Dobson Martin és Tadini is. 100 km megtétele után Chiron a depóba hajtott, majd kompresszor hiba miatt feladta a versenyt. Ekkor (100 km) így állt a verseny:
1. Caracciola 54:30,55
2. Rosemeyer 54:32,06
3. Brauchitsch 54:36,21
4. Nuvolari 54:52,38
5. Varzi 56:18,72
6. Stuck 57:46,18
7. Tadini 58:44,85
8. Martin 58:44,85
9. Dobson 58:54.82
10. Hartmann 1:06:00,8

A 21. körtől a karját fájlaló Stuck helyett Delius vezette tovább a kocsit. A 28. körben Nuvolari vette át a harmadik helyet Caracciolától, aki nem sokkal később olajcsőtörés miatt kiállt a versenyből. A 30. körben a Rosemeyert egyre jobban szorongató Brauchitsch kicsúszott, de ez a hiba kb. két perces hátrányt jelentett számára. Ekkor így állt a futam:
1. Rosemeyer 1:21:14,58
2. Nuvolari 1:21:22,51
3. Brauchitsch 1:23:27,11
4. Varzi 1:24:02,l6
5. Tadini 1:26:22,29
6. Martin 1:28:07,60
7. Delius 1:28:38,91
8. Dobson 1:28:49,04
9. Hartmann 1:36:59,76

A második helyen álló Nuvolari körről körre csökkentette a hátrányát Rosemeyerrel szemben. A 35. körben pedig a célegyenesben meg is előzte őt és előnyét egyre jobban növelte. Mindeközben, a 33. körben Martin is feladásra kényszerült. 200 km megtétele után már csak az első két hely sorsa lehetett kérdéses,. A versenyzők ebben a sorrendben futották 40. körüket:
1. Nuvolari 1:47:43,06
2. Rosemeyer 1:47:49,35
3. Brauchitsch 1:50:51,86
4. Varzi 1:51:43,42
5. Tadini 1:54:25,27
6. Stuck 1:57:38,14
7. Dobson 1:59:07,16
8. Hartmann 2:04:42,52

A 48. körben Brauchitsch is feladta a küzdelmet, majd Nuvolari előnyét tovább növelve futott be elsőként a célba.

### Végeredmény
| Helyezés      | Rajtszám | Versenyző                   | Gyártó        | Körök | Idő/Kiesés oka        | Rajtpozíció | legjobb kör   |
| ------------- | -------- | --------------------------- | ------------- | ----- | --------------------- | ----------- | ------------- |
| 1             | 24       | Tazio Nuvolari              | Alfa Romeo    | 50    | 2:14:03.5             | 4           | 2:35,68 (24.) |
| 2             | 16       | Bernd Rosemeyer             | Auto Union    | 50    | +14.2                 | 1           | 2:37,48 (39.) |
| 3             | 14       | Achille Varzi               | Auto Union    | 48    | +2 Kör                | 6           | 2:44,78 (33.) |
| 4             | 28       | Mario Tadini                | Alfa Romeo    | 47    | +3 Kör                | 7           | 2:47,29 (34.) |
| 5             | 12       | Hans Stuck Ernst von Delius | Auto Union    | 46    | +4 Kör                | 2           | 2:51,29 (36.) |
| 6             | 4        | Austin Dobson               | Alfa Romeo    | 45    | +5 Kör                | 9           | 2:57,15 (32.) |
| 7             | 10       | Hartmann László             | Maserati      | 44    | +6 Kör                | 10          | 3:00,80 (31.) |
| Kiesett       | 22       | Manfred von Brauchitsch     | Mercedes-Benz | 40    | Baleset               | 3           | 2:37,10       |
| Kiesett       | 6        | Charlie Martin              | Alfa Romeo    | 32/35 | Hátsó tengely         | 11          | 2:53,14       |
| Kiesett       | 18       | Rudolf Caracciola           | Mercedes-Benz | 26    | Motorhiba             | 5           | 2:39,85       |
| Kiesett       | 20       | Louis Chiron                | Mercedes-Benz | 19    | Motorhiba/Kompresszor | 8           | 2:49,00       |
| Nem indult el | 2        | Eileen Ellison              | Maserati      |       |                       |             |               |
| Nem indult el | 8        | Raph Montbressieux          | Maserati      |       |                       |             |               |
| Nem indult el | 30       | Petre Cristea               | Ford V8       |       |                       |             |               |
| Nem indult el | 32       | José Maria de Villapadierna | Alfa Romeo    |       |                       |             |               |